# 1856 Ружена
1856 Ружена (1856 Růžena) — астероїд головного поясу, відкритий 8 жовтня 1969 року.
Тіссеранів параметр щодо Юпітера — 3,629.